# Coup d'État de 2000 en Équateur
 (janvier 2023).
Si vous disposez d'ouvrages ou d'articles de référence ou si vous connaissez des sites web de qualité traitant du thème abordé ici, merci de compléter l'article en donnant les références utiles à sa vérifiabilité et en les liant à la section « Notes et références ».
Le coup d'État de 2000 en Équateur était un putsch militaire qui a eu lieu entre le 21 et le 22 janvier 2000 et a produit le renversement du président Jamil Mahuad, remplacé par le vice-président Gustavo Noboa. Le coup d'État a été mené par les Forces armées de l'Équateur, qui ont ignoré le mandat constitutionnel de Mahuad, ont établi un gouvernement militaire éphémère - par le biais du Conseil suprême d'État, dirigé par le général Carlos Mendoza, puis ont décidé de remettre le gouvernement à Noboa. 

## Contexte
Le matin du 21 janvier 2000, les forces armées équatoriennes ont demandé au président Jamil Mahuad de démissionner, ce à quoi le dirigeant a refusé et leur a demandé d'être ouverts si leurs intentions étaient de renverser l'armée. Le général Carlos Mendoza, chef du commandement conjoint des forces armées, a déclaré lors d'une conférence de presse : «Il y a un instant, nous avons parlé avec le président de la République. Notre responsabilité est de maintenir le système judiciaire. Nous avons demandé au président de la République de démissionner [...] Le président le sait et sûrement l'action [de démission] est en train de s'accomplir». Deux minutes après que le haut commandement militaire a demandé sa démission, le président Mahuad s'est adressé au pays à la télévision et a répondu « Messieurs, si vous voulez prendre le pouvoir par la force, messieurs : prenez le pouvoir par la force » [...] «Je remplirai ma devoirs... J'irai aussi loin que Dieu voudra que j'aille.»
Dans l'après-midi et le soir, les manifestants, menés par le groupe Junta de Salvación Nacional, se sont rendus au palais Carondelet, devant lequel le haut commandement des forces armées a retiré son soutien à Mahuad, qui s'est réfugié à l'ambassade du Chili à l'invitation du président Eduardo Frei, qui lui a également offert l'asile politique au Chili, cette dernière invitation que Mahuad a déclinée.

Dans la nuit du 22 janvier, le triumvirat symbolique formé par les manifestants anti-dollarisation s'était emparé du Palais Carondelet, devant lequel les forces armées équatoriennes avaient décidé de prendre le contrôle du groupe Junta de Salvación Nacional, profitant de la présence d'officiers d'armée au sein de ce triumvirat symbolique, et par ce nom installer un gouvernement militaire en Équateur, contrôlé par le Conseil suprême d'État. Les forces armées ont ordonné à Gutiérrez de démissionner et d'être remplacé par le commandant du commandement conjoint des forces armées et ministre de la défense de Mahuad, le général Carlos Mendoza. Enfin, à l'aube du 22 janvier, la haute direction militaire, face à la rejet et échec à obtenir la reconnaissance internationale d'un gouvernement militaire des Forces armées de l'Équateur, Mendoza a été contraint de dissoudre le groupe Junta de Salvación Nacional. Le haut commandement des forces armées équatoriennes a décidé de remettre le gouvernement au vice-président Gustavo Noboa, afin d'officialiser le transfert de l'éphémère gouvernement militaire à Noboa, il a été assermenté président le lendemain par le Congrès lors d'une cérémonie, citant comme justification légale un prétendu « abandon de pouvoir » de Mahuad. Le haut commandement militaire a procédé à l'arrestation de tous les officiers qui ont participé au groupe Junta de Salvación Nacional, qui ont été amnistiés par le Congrès sous l'administration Noboa. Après son renversement militaire, Mahuad se retira aux États-Unis en exil politique.